# إيري كيتامورا
إيري كيتامورا (喜多村英梨 كيتامورا إيري) هي مؤدية أصوات يابانية ولدت في 16 أغسطس 1987 في طوكيو.

## أدوارها في التوكوساتسو
- أوتشو سنتاي كيورينجر - مارداكّو، ميكا مارداكّو

## أدوارها في الأنمي

### مسلسلات أنمي تلفزيونية
- لاست إكسايل - تاتيانا فيسلا
- لاست إكسايل: فام ذات الأجنحة الفضية - تاتيانا فيسلا
- غا-راي زيرو - ناتسوكي كاسوغا
- بلد+ - سايا أوتوناشي
- عروس سيتو - أكينو شيرانوي
- سيمون - أمريا
- باكيمونوغاتاري - كارين أراراغي
- نيسيمونوغاتاري - كارين أراراغي
- نيكومونوغاتاري (كورو) - كارين أراراغي
- سلسلة مونوغاتاري الموسم الثاني - كارين أراراغي
- كيوس;هيد - ريمي ساكيهاتا
- كيوس;تشايلد - ريمي ساكيهاتا
- صوت السماء - كوريها سومينويا
- تورادورا! - آمي كاواشيما
- NEEDLESS - إيف نويشفانشتاين
- كوينز بليد: المحاربة المتجولة - ألين
- كوينز بليد: وريثة العرش - ألين
- سر هاروكا نوغيزاكا - ريوكو ساوامورا
- Angel Beats! - يوي
- دانس إن ذا فامباير باند - نيلي
- جونجو رومانتيكا - هيروكي كاميجو (أيام الطفولة)
- فايري تايل - أكويريوس، كانا ألبيرونا، غراي فولباستر (أيام الطفولة)
- تاتاكاو شيشو The Book of Bantorra - هاميوتز ميسيتا (أيام الطفولة)
- فامباير نايت - ريما تويا
- فامباير نايت Guilty - ريما تويا، كانامي كوران (أيام الطفولة)
- كوروكامي - كاكوما
- إيكي توسن Dragon Destiny - كاكوين ميوساي
- إيكي توسن Great Guardians - كاكوين ميوساي
- إيكي توسن XTREME XECUTOR - كاكوين ميوساي
- دورارارا!! - مايرو أوريهارا
- دورارارا!! ×2 المقدمة - مايرو أوريهارا
- دورارارا!! ×2 المنتصف - مايرو أوريهارا
- دورارارا!! ×2 الخاتمة - مايرو أوريهارا
- طوكيو ماغنيتود 8.0 - مايو
- هايسكول اوف ذا ديد - سايا تاكاغي
- حفيد نوراريهيون - أوميواكامارو (سن السابعة)، ريكو نورا (أيام الطفولة)
- حفيد نوراريهيون: عاصمة العفاريت - ريكوؤو نورا (أيام الطفولة)
- شيكي - يوشيي كوراهاشي
- الفتاة الساحرة مادوكا ماجيكا - ساياكا ميكي
- صاحب التعاويذ الأزرق - إيزومو كاميكي
- صاحب التعاويذ الأزرق: ملك كيوتو الملوث - إيزومو كاميكي
- أميرة القناديل - سارا
- فريزينغ - غانيسا رولاند
- بلاك روك شوتر - كاغاري إيزوريها
- بوكيمون بلاك/وايت - روكسي
- كارنفال - كييتشي، غاريكي (أيام الطفولة)
- بلاسريتر - ليني روزاموندي
- كيوسوغيغا - ياسي
- ماجيك كايتو 1412 - أكاكو كويزومي
- هاماتورا - هني
- رد:_هاماتورا - هني
- آيدولماستر زينوغلوسيا - ماكوتو كيكوتشي
- ياترمان الليلي - دورونجو
- رحلة العجائب 24 - بيماجو
- رحلة العجائب: ثأر الأشرار الثلاثة - بيماجو
- فرسان سيدونيا - الأخوات هونوكا
- فرسان سيدونيا: معركة الكوكب التاسع - الأخوات هونوكا
- عشيقة (مؤقتة) - ري شينونومي
- إزحفي يا نياركو-سان - ماهيرو ياساكا
- إزحفي يا نياركو-سان W - ماهيرو ياساكا
- ووركينغ!! - ياتشيو تودوروكي
- ووركينغ'!! - ياتشيو تودوروكي
- ووركينغ!!! - ياتشيو تودوروكي
- يامادا-كن والساحرات السبع - نيني أوداغيري
- أكاديميتي للأبطال - مينا أشيدو
- تابو تاتو - ليزا لافلوك
- Rewrite - أكاني سينري
- نيو غيم! - شيزوكو هازوكي
- نيو غيم!! - شيزوكو هازوكي
- حبيبتي الأولى غيارو - رانكو هونجو
- موقع الفتيات الساحرات - إيريكا كايجيما
- طاغية الحب - تيارا
- متاعب سايكي كوسوؤو - ميكوتو آيورا
- سينران كاغورا - هومورا
- سينران كاغورا: شينوفي ماستر - هومورا
- حارسات التوجي - إيتشيكيشيماهيمي
- جولييت في المدرسة الداخلية - سومالي لونغهيرد
- ديكا دينس - كوريناي

### أوفا أنمي
- كوينز بليد: المحاربات الجميلات - ألين
- إزحفي يا نياركو-سان F - ماهيرو ياساكا
- حفل الجثث - يوكا موتشيدا

### أفلام أنمي
- سلسلة أفلام حدود الفراغ
  - حدود الفراغ: الفصل السادس «تسجيل النسيان» - ميكيا كوكتو (أيام الطفولة), كاوري تاتشيبانا
- سلسلة أفلام بريك بليد
  - بريك بليد: الفصل الرابع «أرض الكارثة» - ليتو
  - بريك بليد: الفصل الخامس «أفق الموت» - ليتو
  - بريك بليد: الفصل السادس «حصن الحزن» - ليتو
- سلسلة أفلام الفتاة الساحرة مادوكا ماجيكا
  - الفتاة الساحرة مادوكا ماجيكا: البداية - ساياكا ميكي
  - الفتاة الساحرة مادوكا ماجيكا: الأبدية - ساياكا ميكي
- فايري تايل: حارسة العنقاء - كانا ألبيرونا

## أدوارها في ألعاب الفيديو
- سلسلة ألعاب ستريت فايتر
  - سوبر ستريت فايتر IV - جوري هان
  - سوبر ستريت فايتر IV آركيد إديشن - جوري هان
  - ألترا ستريت فايتر IV - جوري هان
  - ستريت فايتر V - جوري هان
- ستريت فايتر X تيكن - جوري هان
- تيلز أوف فانتازيا: ناريكيري دانجون X - روندولين إي إيفنبيرغ
- كونسبشن: رجاء أنجبي أطفالي - سو
- كوربس بارتي - يوكا موتشيدا
- دينغيكي غاكوين آر بي جي: كروس أوف فينوس - كيزونا كاسوغاي
- عشيقة (مؤقتة) - ري شينونومي
- جوجوز بيزار أدفنتشر: أول ستار باتل - ياسوهو هيروسي
- أكاديميتي للأبطال: باتل فور أول - مينا أشيدو
- باكيمونوغاتاري بورتبل - كارين أراراغي
- بروجكت X زون - جوري هان
- نيتروبلس بلاسترز: هيروينز إنفينيت ديول - هومورا
- سلسلة ألعاب سينران كاغورا
  - سينران كاغورا بورست - هومورا
  - سينران كاغورا: شينوفي فيرسيس - هومورا
  - سينران كاغورا: بون أبيتي! - هومورا
  - سينران كاغورا 2: ديب كريمزون - هومورا
  - سينران كاغورا: إستيفال فيرسيس - هومورا
  - سينران كاغورا: بيتش بيتش سبلاش - هومورا

## أدوارها في الدبلجة اليابانية
- البرق - ليزا سنارت/الطيارة الذهبية

## وصلات خارجية
- إيري كيتامورا على موقع IMDb (الإنجليزية)
- إيري كيتامورا على موقع ميوزك برينز (الإنجليزية)
- إيري كيتامورا على موقع أول ميوزيك (الإنجليزية)
- إيري كيتامورا على موقع ديسكوغز (الإنجليزية)
- إيري كيتامورا على موقع قاعدة بيانات الفيلم (الإنجليزية)
- إيري كيتامورا على موقع ANN person (الإنجليزية)